# شط البيضاء - حمام السخنة

خريطة السبخة

شط البيضاء - حمام السخنة هي سبخة، بحيرة مالحة موسمية بها مرج دائم مغطى بنباتات ملحية توجد في الجزائر بين ولاية سطيف وولاية باتنة، مصنفة كموقع رامسار منذ 12 ديسمبر. 2004. المنطقة جزء من الأملاك العامة للدولة الجزائرية، وتتبع ثلاث وزارات: وزارة الفلاحة والتنمية الريفية والموارد المائية والتخطيط الإقليمي والبيئة.

## جغرافيا

### الموقع
يقع الموقع بين ولايتي باتنة وسطيف، معظمه في سطيف وبشكل أكثر تحديداً في بلدية حمام السخنة وباقي الموقع في باتنة.

### التضاريس
تتميز الأراضي الرطبة التي تعود للعصر الرباعي بتضاريس مسطحة بشكل عام باستثناء الجزء الشمالي حيث يلاحظ تكوينات الكثبان الرملية. يتلقى مستجمعات المياه في المنطقة متوسط تدفق سنوي يبلغ 16 مليون م3، ويفيض الموقع بأمطار غزيرة إذا وصل منسوب المياه إلى عمق 1,5 م، ويجف صيفًا إعتبارًا من يونيو، وتماشيًا مع الجفاف، يمكننا رؤية المنطقة بأكملها بلون أبيض مملوء بالملح، ودرجة الحموضة أساسية وتتراوح حول 8.5.

### المناخ
مناخ المنطقة شبه جاف بارد، ويتراوح معدل هطول الأمطار من 300 إلى 350 مم في السنة، والسبخة جزء من الأراضي الرطبة. متوسط الرطوبة السنوية هو 62.74 ٪، عدد أيام الثلج هو 19 يومًا في السنة ويتجمد في المتوسط تقريبًا شهرين في السنة.
| درجات الحرارة القصوى متوسط درجة مئوية               | درجات الحرارة القصوى متوسط درجة مئوية               | درجات الحرارة الدنيا. متوسط درجة مئوية               | درجات الحرارة الدنيا. متوسط درجة مئوية               |
| يوليو                                               | ديسمبر                                              | يوليو                                                | ديسمبر                                               |
| --------------------------------------------------- | --------------------------------------------------- | ---------------------------------------------------- | ---------------------------------------------------- |
| 36.3                                                | 8.9                                                 | 19.3                                                 | –0.6                                                 |
| درجات الحرارة القصوى المتوسط السنوي بالدرجة المئوية | درجات الحرارة القصوى المتوسط السنوي بالدرجة المئوية | درجات الحرارة الدنيا. المتوسط السنوي بالدرجة المئوية | درجات الحرارة الدنيا. المتوسط السنوي بالدرجة المئوية |
| 21.4                                                | 21.4                                                | 8.6                                                  | 8.6                                                  |

## وصف
موقع السبخة مدرج ضمن مواقع رامسار(1)، هي بحيرة مؤقتة معتدلة الملوحة تحيط بها المروج التي تتكون من أنواع نباتية ملحية. خلال موسم الجفاف، تغطي قشور الملح جزءًا كبيرًا من الموقع.

## الحياة البرية
يتواجد نوعين شتويين من الطيور، الشهرمان المألوف (Tadorna tadorna) والنحام الوردي (Phoenicopterus roseus)، اللذان يتواجدان بأعداد كبيرة نسبيًا، على الرغم من أنه نادرًا ما يتجاوزان عتبة 1٪ بسبب وجود العديد من الأراضي الرطبة الأخرى في مكان قريب.
تلعب البحيرة دورًا في الاحتفاظ بالرواسب والتحكم في الفيضانات خلال سنوات الأمطار الاستثنائية، وهي منطقة رعي مهمة للأغنام التي تتغذى على شجيرات الملح مثل الرغل الملحي (Atriplex halimus) الرغل المبيض (Atriplex canescens).
يوجد في الموقع 21 نوعًا من الطيور التي تأتي لفصل الشتاء. من بينها 15 نوعًا مائيًا وأنواعًا محمية مثل الشهرمان المألوف والنحام الوردي. تتكون نباتات الشط من 42 نوعًا. من بينها الثليث المخروطي (Halocnemum strobilaceu) وArthrocnemum indicum وSueda fruticosa والأسل والبليحاء والأثل الفرنسي والحرمل الشائع والشيح الحقلي والخريزة والروثا الدودية والرغل، رغل دائري، القطف المبيض والقطف الملحي.

## الأهمية الأثرية
منطقة شط البيضاء - حمام السخنة ذات أهمية أثرية بفضل وجود تلال صدفية يصل طولها إلى 150 مترًا وارتفاعها عشرة أمتار والتي تحتوي على أدوات وعظام ورماد وقواقع يعود تاريخها إلى الحضارة القبصية التي تعود إلى حوالي 7000 قبل الميلاد.

## تهديدات
توجد حول الموقع حقول ومزارع وبعض الأنشطة الحرجية في الجنوب، هذه الممارسات الزراعية وتربية الماشية وتآكل التربة والتصحر هي العوامل الرئيسية التي تهدد الموقع.

## وصلات خارجية
- خريطة الموقع

## الهوامش
1: التي تم ذكرها في اتفاقية رامسار (اتفاقية الأراضي الرطبة ذات الأهمية الدولية وخاصة بوصفها موئلا للطيور المائية).